# Лайнсвайлер
Лайнсва́йлер (нем. Leinsweiler) — община в Германии, в земле Рейнланд-Пфальц. 
Входит в состав района Южный Вайнштрассе. Подчиняется управлению Ландау-Ланд.  Население составляет 393 человека (на 31 декабря 2010 года). Занимает площадь 5,80 км².